# Pregúntale al polvo
Ask the Dust (Pregúntale al polvo) es la novela más popular del escritor estadounidense John Fante, publicada por primera vez en 1939 y ambientada durante la era de la Gran Depresión en Los Ángeles. Forma parte de la serie de novelas protagonizada por el alter ego de Fante, Arturo Bandini, un ítalo-estadounidense de Colorado que lucha por triunfar como escritor en Los Ángeles. El libro es una novela en clave, gran parte de ella se basa en eventos autobiográficos de la vida de Fante. Esta obra influyó significativamente a Charles Bukowski, que incluso escribió el prólogo para una edición posterior. En 2006, el guionista Robert Towne la adaptó al cine.

## Novela
La novela más popular de Fante, la semiautobiográfica Ask the Dust, es la segunda novela en lo que se conoce actualmente como "La saga de Arturo Bandini" o "El cuarteto Bandini". Bandini es el alter ego de Fante en cuatro de sus novelas: Wait Until Spring, Bandini (1938), The Road to Los Angeles (es la primera novela que Fante escribió, pero no fue publicada hasta 1985), Ask the Dust (1939) y por último Dreams from Bunker Hill (1982). La última fue dedicada a su esposa, Joyce. El uso de Bandini por Fante puede ser comparado con Henry Chinaski de Charles Bukowski.
Temas recurrentes en los trabajos de Fante son la pobreza, el catolicismo, la familia, la identidad ítalo-estadounidense, los deportes y la escritura. Durante años muchos han hablado de Ask the Dust como una novela monumental de Los Ángeles y el sur de California (Carey McWilliams, Charles Bukowski, The Los Angeles Times). Más de 60 años después de su publicación, Ask the Dust apareció durante varias semanas en la lista de best sellers de The New York Times.

## Argumento
Arturo Bandini es un agobiado escritor que vive en un hotel de Bunker Hill, en una zona venida a menos del centro de Los Ángeles. Viviendo a base de naranjas, crea inconscientemente una imagen de Los Ángeles de una moderna ciudad distópica durante la época de la Gran Depresión. Su cuento publicado, "El perrito rió", no impresiona a nadie en su sórdido hotel, excepto por una chica de 14 años. Casi sin dinero, Arturo llega al Columbia Buffet donde conoce a Camilla López, un camarera mexicana-estadounidense.

## Personajes
- Arturo Bandini: protagonista y alter ego de Fante, Bandini trata de triunfar en California como escritor.
- Camilla Lopez: joven camarera de origen mexicano, amor no correspondido de Bandini.
- Vera Rivken: una mujer de origen judío, culta y enigmatica, atraída por Bandini desde el primer día que lo ve en el bar que éste suele frecuentar.
- Hellfrick: un hombre que vive en el mismo hotel que Bandini, quien le pide dinero prestado en más de una ocasión.
- Señora Hargraves: viuda propietaria del hotel, puritana poco dispuesta a acoger extranjeros.
- Sammy: barman del Caffe Columbia, donde trabaja Camilla, enamorada de él. Despreciado por Bandini, Sammy también se dedica a la escritura.

## Inspiración
Fante fue uno de los primeros escritores en describir los duros momentos de la Depresión en Los Ángeles. Robert Towne llamó a Ask The Dust la mejor novela escrita sobre Los Ángeles.
El escritor Charles Bukowski cita el trabajo de John Fante como una influencia para su propia escritura, en particular Ask the Dust. Bukowski, quien se hizo amigo del escritor hacia el final de los días de Fante, escribió el prólogo de Ask the Dust para la edición reimpresa de la editorial Black Sparrow Press. Bukowski comentó: "Fante era mi Dios", y escribió sobre su relación con él en su cuento "I Meet the Master", aunque el autor es llamado "John Bante" y su libro se llama "Sporting Times? Yeah?".
Ask the Dust contiene similitudes temáticas con la novela Hambre (1890) de Knut Hamsun. Fante era un gran admirador de Hamsun. El título Ask the Dust (en español: Pregúntale al polvo) deriva de Pan (1894), otra novela de Hamsun, en donde el Teniente Glahn cuenta la historia de la chica de la torre:
"El otro amaba como un esclavo, como un loco y como un mendigo. ¿Por qué? Pregúntale al polvo de la carretera y a las hojas que caen, pregúntale al misterioso Dios de la vida; nadie sabe tales cosas. Ella no le dio nada, nada le dio y todavía él le agradeció. Ella dijo: ¡Dame tu paz y tu razón! Y él solo se lamentó que no le pidiese su vida."
En la novela The Broom of the System (1987) de David Foster Wallace, Lavache "Stoney" Beadsman tiene una pata de palo con un cajón escondido donde tiene cigarrillos de marihuana y otras sustancias ilegales. En el capítulo 4 de Ask the Dust se nombra a un personaje llamado Benny Cohen que "tenía un pata de palo con una pequeña puerta en ella. Dentro de la puerta había cigarrillos de marihuana. Los vendía por quince centavos cada uno".